# Abbaye de Csorna

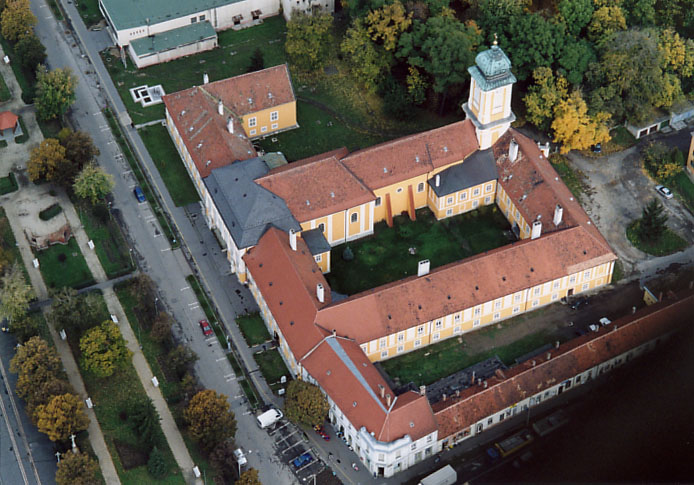
Vue aérienne de l'abbaye

L'abbaye Saint-Michel de Csorna est une abbaye de l'ordre des Prémontrés située à Csorna en Hongrie occidentale.

## Histoire

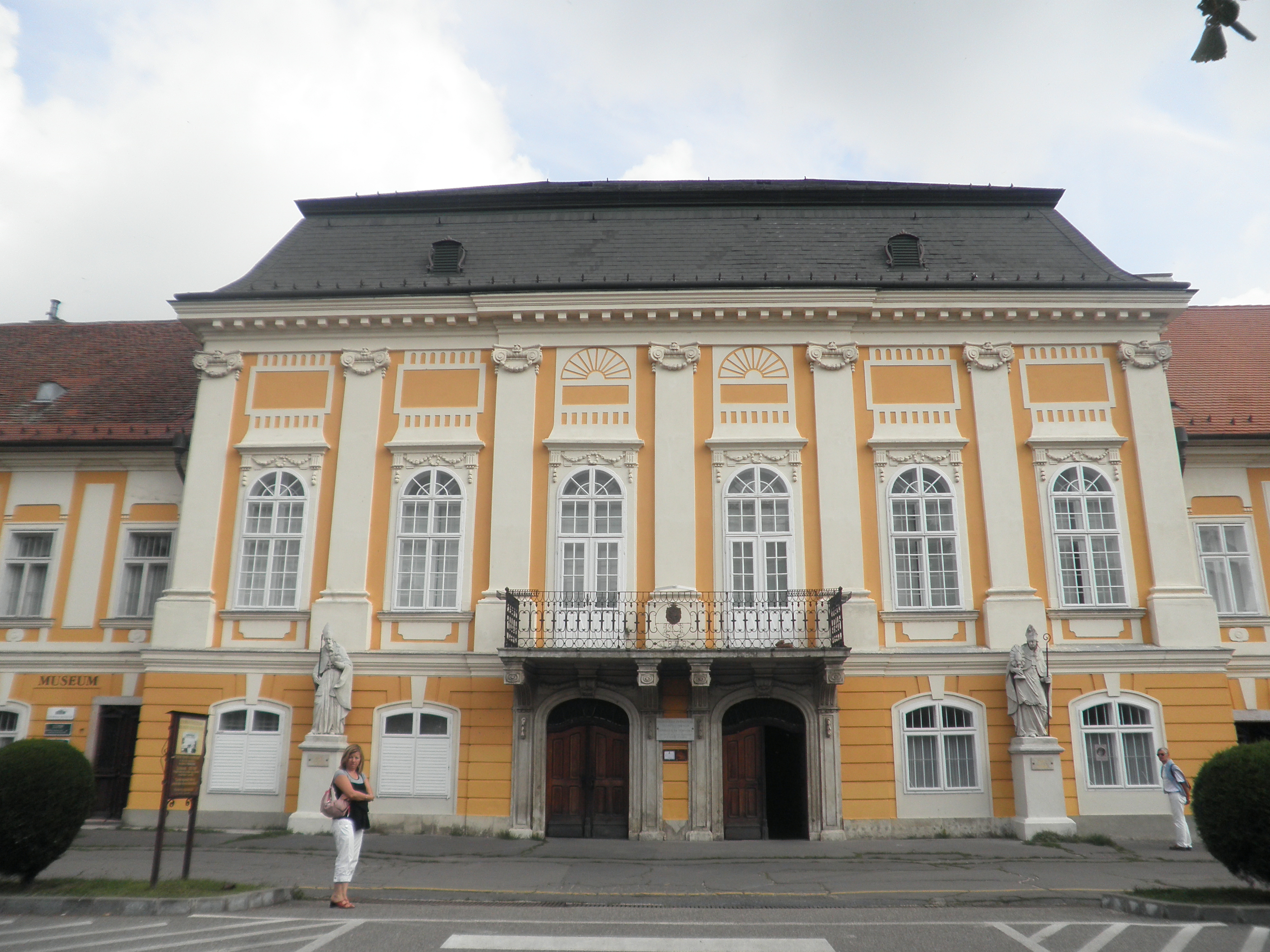
Façade de l'avant-corps de l'abbaye

L'abbaye est fondée en 1180 en prieuré, grâce à l'appui de la famille seigneuriale Osl, pour fixer les populations de la région qui sont organisées en paroisses. Le prieuré est élevé au rang d'abbaye au XIIIe siècle. Elle est mentionnée en 1226 dans des documents juridiques privés de donations. Les chanoines réguliers de Prémontrés suivent la règle de saint Augustin.
Après la bataille de Mohács (1526), les troupes ottomanes assiègent l'abbaye qui est saccagée surtout en 1529 et en 1596; les chanoines sont mis en commende en 1542. Ce n'est qu'après la signature du traité de Karlowitz qui fait partir les troupes ottomanes de Hongrie que les chanoines prémontrés peuvent retourner dans leur abbaye en 1701. Ensuite le joséphisme hostile aux ordres religieux oblige les prémontrés à quitter une deuxième fois leur fondation en 1786. Ils reviennent à l'abbaye en 1802. Depuis cette époque les prémontrés de Türje et de Jánoshida ont fusionné avec Csorna qui en échange administre diverses écoles de ces communautés.
En 1948, les autorités communistes nationalisent les établissements scolaires tenus par les congrégations. En 1950, le nombre de chanoines de Csorna s'élève à 64, mais les autorités communistes décident de fermer l'abbaye et en accord avec la politique d'athéisme officielle d'incarcérer les religieux. Sept religieux parviennent à s'enfuir à l'étranger. Ils ouvrent un noviciat dans le comté d'Orange (Californie) qui obtient le statut d'abbaye en 1984.
En 1990, un petit groupe de prémontrés peut retrouver Csorna. Ils installent un musée de l'histoire de Csorna et des prémontrés dans une partie des locaux et emménagent dans une autre partie qui obtient le statut de prieuré. Il retrouvent leur école secondaire de Szombathely en 1994. Ils sont une quinzaine en 2018.

## Architecture
Il ne reste rien de l'église érigée à la fin du XIIe siècle sauf un bas-relief. L'abbaye est reconstruite en 1578, puis à nouveau rebâtie entre 1774 et 1786 après avoir été abandonnée pendant cent cinquante ans. Mais en 1790, quatre ans après le départ des religieux, les bâtiments brûlent. Ils sont reconstruits à partir de 1802 au retour des chanoines.
L'aile des chanoines est à un étage et se trouve le long de la route. Le rez-de-chaussée de l'avant-corps situé au milieu de la façade principale donne accès au narthex de l'église abbatiale, tandis que le réfectoire se trouve à l'étage. Certaines parties de l'église datent de périodes antérieures, mais l'ensemble est du début de la fin du XVIIIe siècle et du début du XIXe siècle. La façade néoclassique peinte en jaune est ornée de pilastres à la grecque peints en blanc comme les autres ornementations.
L'ensemble est aujourd'hui inscrit à la liste des monuments historiques.

## Illustrations

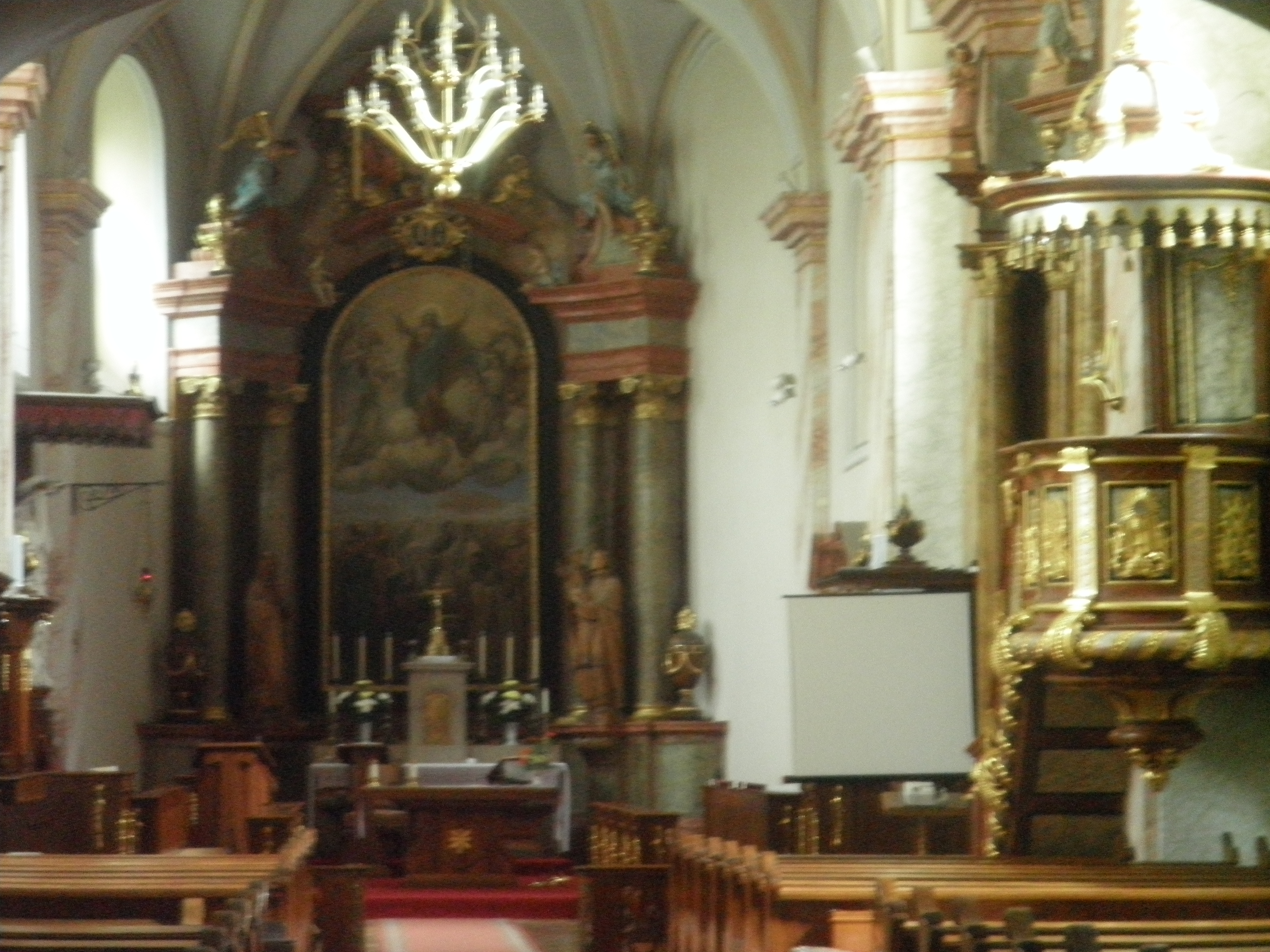
Intérieur de l'abbatiale
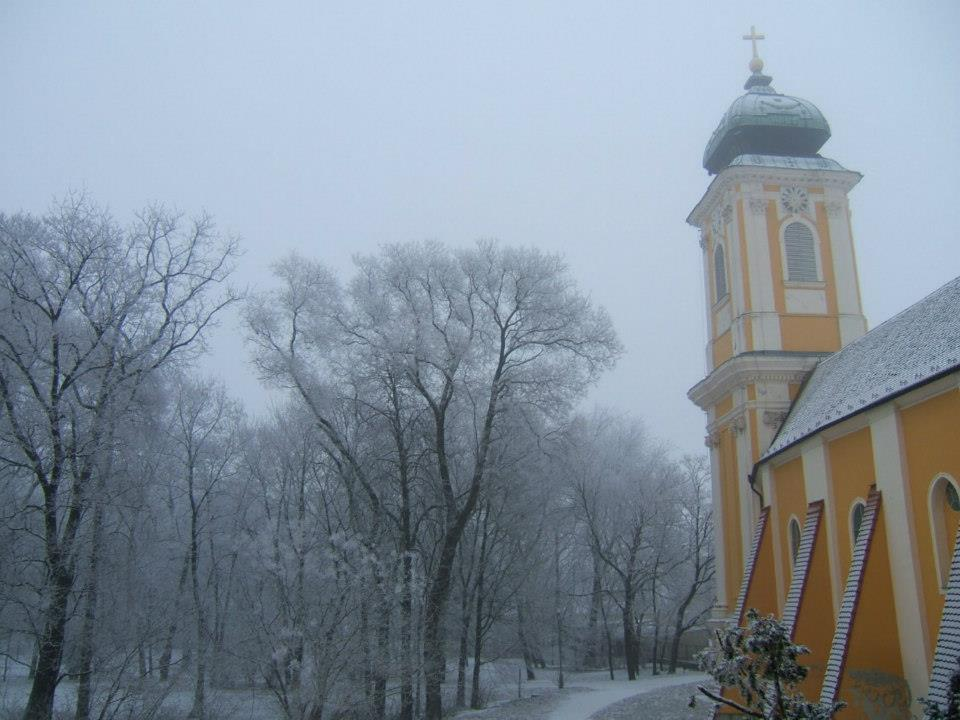
Clocher en hiver
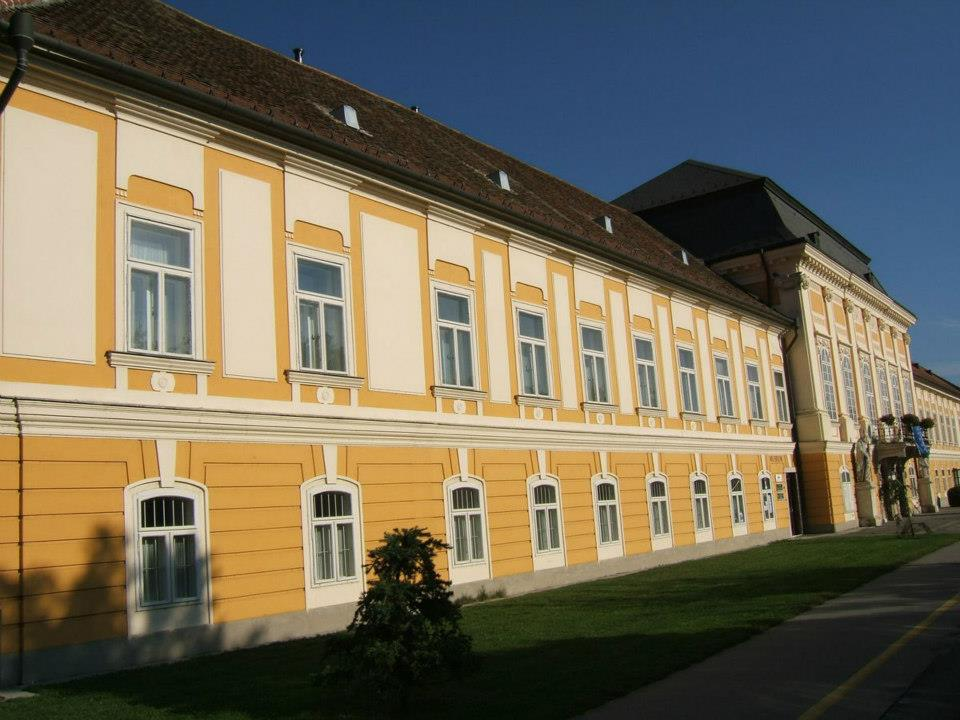
Partie de l'abbaye consacrée au musée
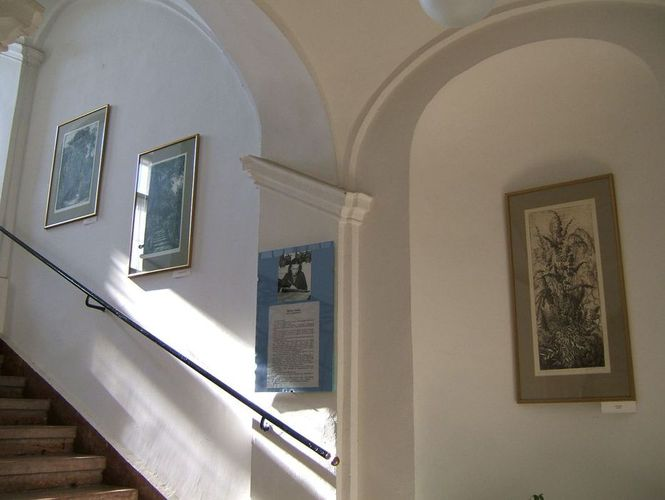
Partie du musée
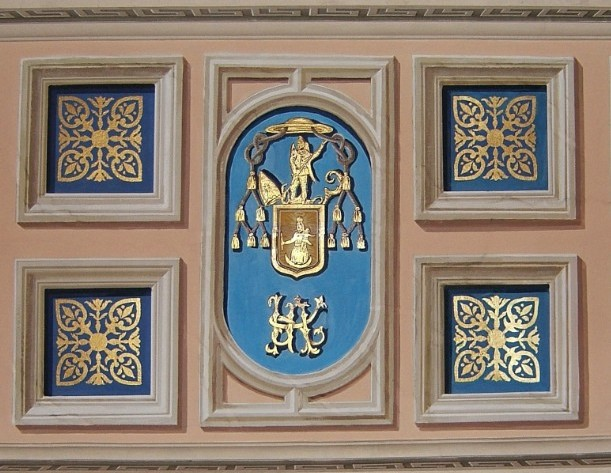
Monogramme de l'abbé Adolf Kunc